# Sindicat de Fora
El Sindicat de Fora, fou la comissió representativa de la Universitat Forana, institució pròpia del règim foral mallorquí que va néixer el 1315 de la mà del rei Sanç I de Mallorca per representar els pobles de la Part Forana al Gran i General Consell.

## Origen històric
El Sindicat de Fora es va establir per resoldre les tensions entre la ciutat de Mallorca i les viles de la Part Forana. Després de la conquesta de Mallorca per Jaume I, l'illa es va configurar com un únic municipi format per la ciutat i el seu terme, així com per la resta del territori de l'illa. La gestió d'aquest municipi estava centralitzada a través de la Universitat de la Ciutat i Regne de Mallorca, governada pels jurats i l'assessorament del Gran i General Consell.
Inicialment, els pobles de la Part Forana no tenien representació a la Universitat i es veien obligats a contribuir econòmicament a despeses que beneficiaven exclusivament la ciutat. Aquesta situació, juntament amb el creixement demogràfic de les viles rurals, va impulsar la necessitat d'una representació pròpia. Ja el 1285, els pobladors forans van enviar síndics davant Alfons III d'Aragó per defensar els seus interessos. El conflicte entre la ciutat i la Part Forana va continuar fins al regnat de Sanç I, qui, el 1315, va arbitrar a favor de la creació del Sindicat de Fora. La seva decisió reconegué la personalitat jurídica de la Universitat Forana i garantí la participació dels seus representants en el govern del regne.

## Estructura i funcionament

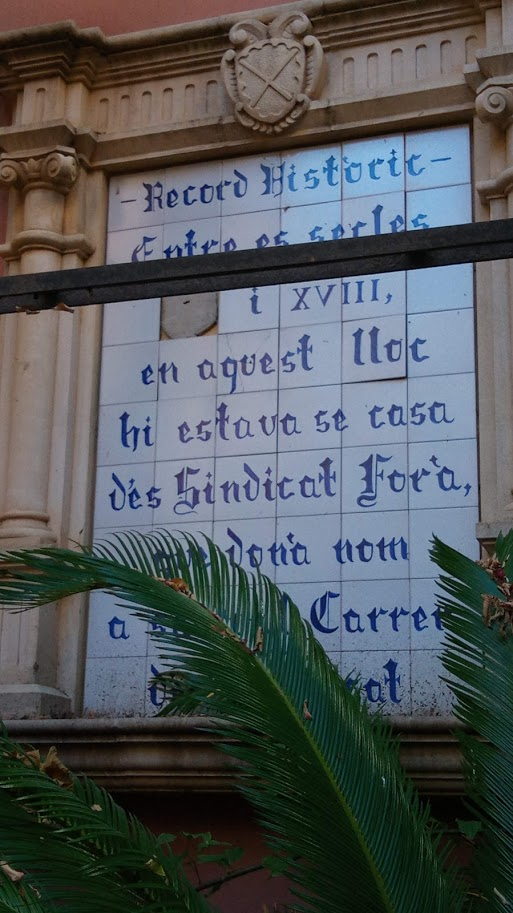
Placa que recorda la casa del Sindicat de Fora

El Sindicat de Fora es va estructurar en tres òrgans principals:

### Consell del Sindicat
Era l'assemblea deliberativa formada pels representants de totes les viles foranes, els membres havien de ser de la mà major de la parròquia. La seva funció principal era articular una posició unitària de la Universitat Forana en assumptes que afectaven els pobles. Era convocat pels síndics clavaris.
Inicialment hi havia una presentació paritària de totes les viles, però desprès s'estableix un sistema de representació basat en el pes demogràfic i econòmic. A més, originalment els consellers eren designats únicament per participar en sessions puntuals; però al menys des de 1379 passaren a ser escollits amb mandat anual.

### Comissió de deu síndics
Aquesta comissió permanent de la Universitat Forana, elegida anualment el dia de Nadal, tenia funcions com negociar amb els jurats de la Universitat de Ciutat i Regne, supervisar els comptes i assegurar la presència forana a la ciutat durant les sessions prolongades del Gran i General Consell.

### Síndics clavaris
Era l'òrgan executiu i directiu de Sindicat de Fora. Els dos síndics clavaris s'escollien d'entre els deu síndics forans, amb mandat anual. Exercien la presidència de manera col·legiada i la seva funció principal era l'execució dels acords de Consell Sindicat i la representació davant les diferents institucions administratives i judicials. També administraven els recursos econòmics de la Universitat Forana i gestionaven les contribucions foranes en les talles generals del regne. A més, participaven en les comissions delegades del Gran i General Consell, com el Consell Secret.

## Rol polític i econòmic
Entre les seves funcions destacaven:
- Supervisar els comptes del regne a través de la participació de quatre prohoms forans en les comissions d'oïdors.
- Garantir la defensa dels interessos de la Part Forana en assumptes fiscals i polítics.
- Participar en la deliberació i presa de decisions polítiques dins el Gran i General Consell.

Tot i aquestes atribucions, el Sindicat sovint es trobava limitat en les seves accions i mai va assolir una autonomia plena respecte de la ciutat. Al llarg dels segles, les reformes administratives destinades a incrementar la participació forana al govern del regne no van aconseguir satisfer del tot les seves demandes.

## Transformació i abolició
Com altres institucions medievals, el Sindicat de Fora va patir diverses modificacions al llarg del temps. Els Decrets de Nova Planta de 1715 i els aclariments successius fins a 1718 varen marcar la fi de les entitats representatives del Regne de Mallorca. No obstant això, no hi havia cap disposició específica pel que feia a la continuïtat del Sindicat de Fora ni sobre qui s'havia de fer responsable de la gestió dels bens i deutes de l'antiga Universitat del regne. Per això, la Reial Audiència borbònica decidí que mentre no s'indiqués el contrari, els síndics forans i altres càrrecs de la institució sortint seguissin amb el seu treball.
Els síndics forans passaren a ser nomenats per designació reial des de 1721, i entre 1739 i 1753 el càrrec de síndic clavari tingué caràcter vitalici. Malgrat tot, les queixes de la Part Forana feren que des de llavors el càrrec fora triennal. Les seves funcions es veuen ampliades amb les pròpies dels Consell del Sindicat, eliminat juntament amb els altres organismes assemblearis, però fiscalitzades des de l'Audiència Reial.
Quan la Constitució de Cadis (1812) entrà en vigor el sindicat s'abolí i les seves funcions foren assumides per la Diputació Provincial de Balears, sense cap paper representatiu. Durant el Trienni Liberal (1820-1823) es va liquidar el que restava de la Universitat Forana i la pròpia seu del Sindicat de Fora es va vendre i passà a mans privades. Amb la restauració borbònica del 1823 es reinstaurà, però les reformes en l'administració local i la hisenda van fer que perdés la seva raó de ser, i finalment els síndics forans foren cessats per Reial Ordre el 3 d'abril de 1834.

## Llegat
La institució no disposava d'una seu pròpia en els seus inicis i celebrava les seves reunions alternant cada any entre el Convent de Santa Magdalena d'Inca i el Palau Reial de Sineu. No va ser fins al 1457 que es va adquirir una seu a Palma, situada entre els carrers d'en Móra i de Can Espanya, al carrer que encara avui porta el seu nom: el carrer del Sindicat. L'extinció del Sindicat de Fora feu que la seu es subhastàs per part de la Diputació el 23 de gener de 1823. La venda provocà les queixes dels forans, especialment quan el Sindicat es va restaurar aquell mateix any. Arran d'això, es sol·licità que la subhasta fos declarada nul·la, ja que es considerava un espoli d'un bé que no pertanyia a la Diputació, sinó al mateix Sindicat. El 1825 recuperen l'edifici però els plets legals s'allarguen fins a 1835, quan es retornada al comprador de 1823: Miquel Salvà i Cardell. Ja en mans privades l'edifici es mantingué fins a 1988, quan fou enderrocat davant la sorpresa i indignació dels ciutadans i d'entitats com l'Associació per a la Revitalització dels Centres Antics.
El fons documental del Sindicat es va mantenir a la seva seu fins al 1835, quan, per ordre del Govern Civil de les Balears, es va traslladar a la Casa Consistorial, juntament amb els arxius de la Universitat. Els documents més importants generats per aquesta institució es troben als Llibres de clavaria, que recullen la gestió econòmica anual duta a terme pels clavaris, responsables dels ingressos i despeses. També es conserven els Llibres de jornals, amb dades sobre les remuneracions per serveis prestats al Sindicat, i els Llibres de determinacions del Consell, on es registraven les decisions preses per l'assemblea representativa de la Part Forana. Una altra sèrie notable és la dels Llibres d'extraccions, que documentaven el procés d'elecció dels càrrecs i oficis de la institució.